# Strangways (krater)
Strangways – krater uderzeniowy na Terytorium Północnym w Australii.
Krater ten powstał ok. 646 milionów lat temu, pod koniec kriogenu. Utworzył się on w skałach krystalicznych pokrytych warstwą skał osadowych, na skutek upadku małego ciała niebieskiego o składzie achondrytowym. Pomimo erozji, pierścień otaczający krater zaznacza się w otaczającym terenie. Dowody na meteorytowe pochodzenie tego utworu znaleziono w 1971 roku, były to stożki zderzeniowe i kwarc szokowy.